# InVogue Records
InVogue Records (Eigenschreibweise: inVogue Records) ist ein im Jahr 2009 in Findlay, Ohio gegründetes US-amerikanisches Independent-Label.
Gegründet wurde es von Nick Moore, der auch StandBy Records startete und Sänger bei Before Their Eyes war. Das Label hat hauptsächlich Post-Hardcore-, Metalcore-, Pop-Punk-, Alternative-Rock- und Melodic-Hardcore-Bands unter Vertrag genommen.
Zu den bekanntesten Gruppen, die ihre Alben über InVogue Records veröffentlichen bzw. veröffentlicht haben, zählen Being as an Ocean, Liferuiner, Chunk! No, Captain Chunk!, Helia, Sienna Skies und Hawthorne Heights.
Vertrieben werden die Veröffentlichungen der Plattenfirma von Fontana Distribution, der Independent Label Group (gehört zur Warner Music Group) und von der Alternative Distribution Alliance.

## Bands

### Aktuell unter Vertrag
- Before Their Eyes
- Chase Huglin
- Convictions
- Courage My Love[1]
- Dayseeker
- Dependence
- Everyone Dies in Utah
- Follow My Lead
- Glass Houses
- Hazing
- Hawthorne Heights
- Hotel Books
- JT Woodruff
- Kingdom of Giants
- Leav/e/arth
- Mark Rose[2]
- Motives[3]
- Normandie (nur Nordamerika)[4]
- Punchline
- September Stories
- Shreddy Krueger
- Until We Are Ghosts

### Ehemalige Künstler
- Akissforjersey (ohne Plattenvertrag)
- The Bad Chapter (ohne Plattenvertrag)
- Being as an Ocean (Equal Vision Records)
- Chunk! No, Captain Chunk! (Fearless Records)
- City Lights (2014 aufgelöst)
- Famous Last Words (Revival Recordings)
- For All I Am (ohne Plattenvertrag)
- Helia (ohne Plattenvertrag)
- Idlehands (Equal Vision Records)
- InDirections (ohne Plattenvertrag)
- In League (ohne Plattenvertrag)
- The Illumination (ohne Plattenvertrag)
- Legacy (aufgelöst)
- Let It Happen (ohne Plattenvertrag)
- Liferuiner (ohne Plattenvertrag)
- Restless Streets (ohne Plattenvertrag)
- Sienna Skies (ohne Plattenvertrag)
- That’s Outrageous! (2013 aufgelöst)
- The Plot in You (Stay Sick Recordings)
- Whether, I (2016 aufgelöst)
- Worthwhile (Hopeless Records)

## Nennenswerte Veröffentlichungen
| Jahr | Titel Interpret                                 | Höchstplatzierung, Gesamtwochen, AuszeichnungChartplatzierungen (Jahr, Titel, Interpret, Platzierungen, Wochen, Auszeichnungen, Anmerkungen) | Höchstplatzierung, Gesamtwochen, AuszeichnungChartplatzierungen (Jahr, Titel, Interpret, Platzierungen, Wochen, Auszeichnungen, Anmerkungen) | Anmerkungen                            |
| Jahr | Titel Interpret                                 | US | DE | Anmerkungen                            |
| ---- | ----------------------------------------------- | --- | --- | -------------------------------------- |
| 2013 | Two-Faced Charade Famous Last Words             | US177 (1 Wo.)US | — | Erstveröffentlichung: 30. April 2013   |
| 2013 | What It Means to Be Defeated Dayseeker          | — | — | Erstveröffentlichung: 29. Oktober 2013 |
| 2014 | How we Both Wondrously Perish Being as an Ocean | US57 (1 Wo.)US | — | Erstveröffentlichung: 6. Mai 2014      |
| 2014 | Council of the Dead Famous Last Words           | US96 (1 Wo.)US | — | Erstveröffentlichung: 26. August 2014  |
| 2015 | Being as an Ocean                               | — | DE56 (1 Wo.)DE | Erstveröffentlichung: 30. Juni 2015    |

## Kontroversen
Die ehemalig beim Label unter Vertrag stehende Band Restless Streets veröffentlichte im Februar 2017 ein Lied unter dem Titel In Vogue, in welchem sie Nick Moore und dessen Label bezichtigen, die Band „umgebracht“ zu haben und bezeichneten ihn als Kriminellen. Moore selbst gab in einem Statement bekannt, dass er die Gruppe zu einem Zeitpunkt unter Vertrag genommen habe, an dem kein anderes Label mit ihnen zusammenarbeiten würde. Er sah die Zusammenarbeit als gescheitert an, nachdem sich das Debütalbum innerhalb von vier Jahren nur 203 mal verkaufte. Weiterhin sagte er, dass er nicht böse auf die Musiker sei, jedoch die Führung eines Plattenlabels ein Geschäft sei, in dem es viel zu gewinnen als auch zu verlieren gebe.